# ベンジャミン・オーウェン
ベンジャミン・オーウェン（Benjamin Owen, 1913年2月14日 - 1968年10月1日）は、アメリカのピアニスト。本名はベンジャミン・フランクリン・オーウェン・ジュニア（Benjamin Franklin Owen Jr.）。
グリーンビル出身。メンフィスでテオドール・ボールマンに師事し、1928年からボールマンの指導下でリサイタルを開いていた。1931年から翌年までヨゼフとロジーナのレヴィーン夫妻の個人レッスンを受けた。1932年にはジュリアード音楽院に研究員として入学し、1936年までレヴィーン夫妻の薫陶を受けた。また在学中の1935年にはアレクサンドル・ジロティのレッスンも受け、ベルナルト・ワーヘナールに音楽理論を教わっている。1936年からレバノン・バレー・カレッジの音楽学部の講師を務め、1939年にヘンドリクス大学に転任。さらに1944年からミシガン大学に転じ1946年まで務めた。その後はルイビル大学のピアノ教師となった。
ルイビルにて死去。